# La Munia
La Munia es una montaña de 3133 m de altitud, con una prominencia de 683 m, que se encuentra en el macizo de la Munia, en la divisoria que separa los circos glaciares de Barrosa, en la provincia de Huesca (España), y el de Troumouse, en los Altos Pirineos (Francia). Es la cumbre más alta del macizo.
La primera ascensión la realizaron Victor Paget y Charles Packe en 1864.